# Olympische Winterspiele 1968/Teilnehmer (Marokko)
| Gelbes Symbol für Goldmedaillen mit stilisierten Olympischen Ringen | Graues Symbol für Silbermedaillen mit stilisierten Olympischen Ringen | Braundes Symbol für Bronzemedaillen mit stilisierten Olympischen Ringen |
| ------------------------------------------------------------------- | --------------------------------------------------------------------- | ----------------------------------------------------------------------- |
| —                                                                   | —                                                                     | —                                                                       |

Marokko nahm an den Olympischen Winterspielen 1968 im französischen Grenoble mit einer Delegation von fünf männlichen Athleten teil.
Es war die erste Teilnahme Marokkos an Olympischen Winterspielen.

## Teilnehmer nach Sportarten

### Ski Alpin
Herren:
- Mohamed Aomar
Riesenslalom: DNF
Slalom: 2. Qualifikationsrunde
- Said Housni
Riesenslalom: 83. Platz
Slalom: 1. Qualifikationsrunde
- Hassan Lahmaoui
Riesenslalom: 86. Platz
Slalom: 2. Qualifikationsrunde
- Mehdi Mouidi
Slalom: 2. Qualifikationsrunde
- Mimoun Ouitot
Riesenslalom: DNF